# Aphanius iberus
Aphanius iberus (fartet en castellano y valenciano; en este último también fartonet —diminutivo a veces usado en la Comunidad Valenciana— o peixet de sequiol) es una especie de pez ciprinodontiforme de la familia Cyprinodontidae.  Es una de las especies de vertebrados ibéricos en mayor peligro de extinción. Su carácter endémico y la drástica regresión que ha sufrido en las dos últimas décadas ha conducido a la catalogación de la especie en todas las listas de especies amenazadas, nacionales e internacionales. El estado de conservación de la especie en el sureste de la península ibérica se ha visto deteriorado notablemente.
Las poblaciones del suroeste de la península ibérica han sido descritas recientemente como una especie independiente denominada comúnmente fartet andaluz o salinete (Aphanius baeticus). Algunas poblaciones argelinas se han descrito como Aphanius saourensis.

## Descripción

### Características morfológicas
Pez de cuerpo pequeño, que raramente supera los 5 cm de longitud total, siendo normalmente las hembras de mayor tamaño que los machos de la misma edad. Tiene el cuerpo oblongo y aletas redondeadas, contando con una aleta dorsal retrasada con respecto a la mitad del cuerpo. Las aletas dorsal y anal tienen 9 a 11 radios ramificados. Las escamas son grandes, existiendo de 20 a 26 escamas en la línea longitudinal media.
Presenta un dimorfismo sexual muy aparente: los machos ostentan una coloración basada en franjas verticales azuladas y plateadas, así como dibujos en las aletas, sobre todo en la caudal, que está atravesada por varias franjas anchas, verticales y oscuras. Las hembras, por su parte, son generalmente pardo-verdosas, con manchas oscuras distribuidas de forma irregular por el cuerpo; las aletas están desprovistas de diseño, y son transparentes; algunas poblaciones, en lugar de manchas, tienen cortas franjas verticales oscuras (como por ejemplo, las de la Región de Murcia).

### Reproducción
Su vida es corta, por lo que pueden alcanzar la madurez sexual muy pronto, en unos tres meses de edad. Realiza varias puestas en cada periodo reproductor (de 100 a 900 huevos por temporada), el cual se produce entre los meses de abril y octubre en la Región de Murcia, siendo menor en poblaciones localizadas más al norte, como la del Delta del Ebro (mayo-agosto). Las puestas  las realizan en zonas con vegetación, que sirven de refugio a los huevos.
La eclosión acontece aproximadamente a los ocho días de la puesta. Al principio el crecimiento de los alevines es rápido y la madurez sexual precoz, los ejemplares nacidos en abril se pueden reproducir en junio, antes de los tres meses de edad. Tras la freza, se produce una mortalidad alta en los adultos.

### Comportamiento
El fartet es un animal omnívoro, ya que consume larvas de insectos, crustáceos, gusanos, algas y detritos.
Generalmente se desplaza en pequeños grupos cerca de la vegetación sumergida en aguas superficiales, donde suele pasar inadvertido. Durante la época de celo, los machos adultos establecen pequeños territorios que defienden mediante luchas ritualizadas con otros machos, y donde cortejan a las hembras que se introducen en ellos.
La biología del fartet se caracteriza por una alta tasa de crecimiento, madurez temprana, alta tasa reproductiva, múltiples puestas y longevidad reducida. Desde un punto de vista de la ecología evolutiva, esta estrategia de vida es sumamente adaptativa para este tipo de peces pequeños que habitan ambientes sumamente inestables, tales como estuarios, donde la mortalidad de los adultos es muy alta, variable e impredecible. Esta estrategia permite al fartet explotar las condiciones ambientales favorables, las cuales ocurren en un período específico y reducido, y prácticamente renovar toda la población durante ese breve lapso de tiempo.

## Hábitat

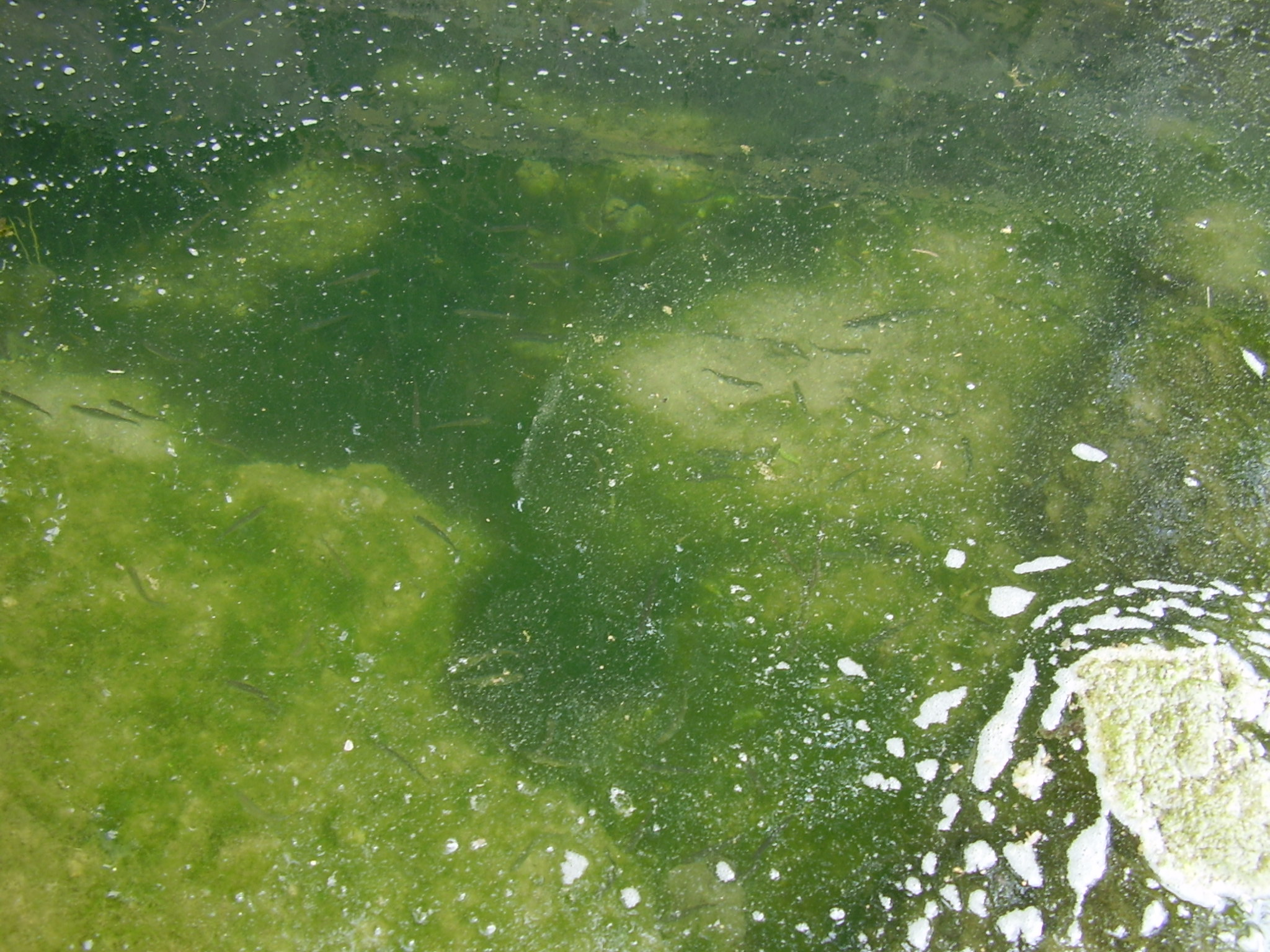
Ullal del parque natural de la Albufera de Valencia.

Se le encuentra en zonas someras y de aguas lentas en ambientes muy diversos, como desembocaduras de ríos, lagunas litorales y charcas, salinas y cuerpos de aguas dulces, debido a su capacidad para tolerar amplias variaciones en la salinidad (eurihalino), la temperatura (de 10 a 32 °C; «euritermo») y el pH (dentro del rango que va de 6,5 a 7,5).
Sin embargo, ha sido desplazado por especies exóticas invasoras como la gambusia (originaria de Norteamérica e introducida en España en 1921 como parte de la campaña de erradicación del mosquito responsable de la transmisión del paludismo), quedando prácticamente relegado a zonas con salinidades donde la gambusia no puede sobrevivir, razón por la que es más frecuente encontrarlos en aguas salinas o hipersalinas.

## Distribución geográfica
Es un pez característico de la península ibérica, extendiéndose por el litoral mediterráneo, desde los Humedales del Alto Ampurdán hasta la laguna de Adra, en Almería. En las dos últimas décadas, esta especie ha sufrido una regresión drástica en toda su área de distribución, siendo el factor principal de la misma la destrucción y pérdida de los hábitats idóneos para la especie. Por lo que en la actualidad se conserva tan solo unas decenas de poblaciones relictas aisladas en toda esta antigua distribución de la península ibérica.
- Cuenca mediterránea-este-sudeste español: lo hallamos en la vega media del río Segura, cabecera del río Chícamo en Abanilla (LIC), los humedales en torno al mar Menor, la desembocadura de la rambla de las Moreras, humedales de la Comunidad Valenciana (el parque natural de El Hondo, la Marjal de Pego-Oliva, la Albufera de Valencia y sus «manantiales»), el Delta del Ebro en Tarragona, la Albufera de Adra y río Adra (provincia de Almería), etc.

### Mar Menor
Las áreas críticas, son aquellos territorios que albergan en la actualidad poblaciones de fartet y que contienen hábitats esenciales para la conservación favorable de la especie. La superficie incluida como área crítica para la especie es de 1.951,20 ha en los siguientes ámbitos, además de en el Lugar de Importancia Comunitaria (LIC) del Río Chícamo y en la Rambla de las Moreras:
- Salinas de San Pedro del Pinatar-Encañizadas.
- Salinas de Marchamalo.
- Lo Poyo.
- La Hita-Playa Casablanca.
- El Carmolí-Carrizal de Los Alcázares.
- Punta Lengua de Vaca.
- Salinas del Rasall.

### Divergencia entre poblaciones
Se han establecido las relaciones filogenéticas y la divergencia molecular de las poblaciones ibéricas de Aphanus iberus utilizando isoenzimas y la secuencia completa del gen del citocromo b. Los resultados, tanto para los genes nucleares como  mitocondriales, fueron congruentes entre sí y demostraron que las poblaciones del Mediterráneo y del Atlántico se hallan claramente diferenciadas en dos linajes separados. Su alto nivel de divergencia molecular indica que se han aislado tempranamente y que no ha existido flujo génico entre ellas. La divergencia entre estos dos clados monofiléticos es del mismo orden de magnitud que aquella encontrada entre especies reconocidas de ciprinodóntidos. Este descubrimiento tiene fuertes implicancias para la conservación de estas especies, si es que se reconoce y se pretende preservar la diversidad natural de las mismas. De hecho, los linajes mediterráneo y atlántico deben manejarse separadamente para impedir la pérdida de su identidad genética.
Además de las consideraciones para la conservación de esta especie, los análisis moleculares, sumados a los datos morfométricos tomados sobre ambos linajes, tienen consecuencias taxonómicas. De hecho, las poblaciones de la cuenca atlántica se hallan tan diferenciadas de las restantes poblaciones de la península ibérica que se las ha reconocido como una nueva especie: Aphanius baeticus. Se mantuvo el nombre Aphanius iberus en sentido restringido para las poblaciones del mediterráneo.

## Estado de conservación
Pese a encontrarse distribuido por diversas localidades de una gran parte de la península, al ser zonas generalmente de reducidas dimensiones y estar amenazadas, el pez está considerado en «peligro de extinción» en base al Real Decreto 439/1990, de 30 de marzo, por el que se regula el Catálogo nacional de especies amenazadas. Entre las causas que inciden negativamente en la supervivencia de la especie a nivel nacional se pueden citar:
- Contaminación de las aguas por residuos urbanos y agrícolas.
- Destrucción o transformación de su hábitat.
- Introducción de especies exóticas como el (cangrejo americano, la gambusia y la lubina negra).
- Desaparición del canal y balsas de riego.
- Contaminación del lecho fluvial por vertidos incontrolados.
- Eliminación de algas en los Estanques, con productos tóxicos para el fartet (como, por ejemplo, el sulfato de cobre), o llevándose a cabo su techado, impidiendo la llegada de luz al agua.
- Procesos de eutrofización (principalmente por vertidos de nitratos y sulfatos) y contaminación de las albuferas y lagunas costeras.
- Competencia y/o depredación por especies exóticas (gambusia y cangrejo rojo americano).
- La destrucción del hábitat disponible de la especie, debido por ejemplo a la creación de puertos deportivos o infraestructuras costeras en zonas de aguas someras o a la limpieza de playas que se realiza con maquinaria pesada en el área perimetral del Mar Menor, es una amenaza puntual importante en el periodo reproductor de la especie.

El fartet se encuentra incluido en el Libro Rojo de los Vertebrados de la Región de Murcia y en el Atlas y Libro Rojo de los Peces Epicontinentales de España con la categoría de «en peligro», es decir, la especie se enfrenta a un riesgo muy alto de extinción en estado silvestre.
En la actualidad, quedan muy pocos ejemplares en el Mar Menor.
El coleccionismo también ha influido en su retroceso, ya que fue apreciada por los acuariófilos, aunque ese interés ha disminuido frente a especies tropicales más vistosas y por las sanciones.

## Nomenclatura
Un trabajo taxonómico reciente muestra la sinonimia existente entre Aphanius iberus y Lebias ibera para la denominación del fartet, siendo el uso de Lebias ibera anterior. No obstante, el Comité Internacional de Nomenclatura Zoológica está estudiando la continuación de la denominación de Aphanius iberus para el género al estar muy arraigado en todos los ámbitos de la ciencia. Otros sinónimos para Aphanius iberus son: Cyprinodon iberus Valenciennes, 1846; Lebias ibericus Steindachner, 1865 y Cyprinodon ibericus Steindachner, 1865.